# Schpoiná Santa Rosa
Schpoiná Santa Rosa är en ort i Mexiko.   Den ligger i kommunen Venustiano Carranza och delstaten Chiapas, i den sydöstra delen av landet, 800 km öster om huvudstaden Mexico City. Schpoiná Santa Rosa ligger 910 meter över havet och antalet invånare är 288.
Terrängen runt Schpoiná Santa Rosa är kuperad åt nordost, men åt sydväst är den platt. Runt Schpoiná Santa Rosa är det ganska glesbefolkat, med 38 invånare per kvadratkilometer. Närmaste större samhälle är Venustiano Carranza, 15,0 km väster om Schpoiná Santa Rosa. Omgivningarna runt Schpoiná Santa Rosa är en mosaik av jordbruksmark och naturlig växtlighet.